# ふるさと山形ネットサービス
ふるさと山形ネットサービス（ふるさとやまがたネットサービス）は、キャッシュカードを利用した山形銀行・きらやか銀行・荘内銀行間におけるATM・CD利用手数料無料提携サービスのことである。略称:「FYネット」（エフワイネット）

## 概要
1990年（平成2年）、山形銀行と殖産銀行の提携サービスとしてスタート。2000年（平成12年）山形しあわせ銀行が提携に参加し、2007年（平成19年）5月7日、殖産、山形しあわせの合併できらやか銀行が発足すると2行間サービスとなる。2行間では現金の引き出し、振り込み、預け入れとも手数料が無料だった。
2020年（令和2年）12月1日、荘内銀行が参加するが、引き出し、振り込みは無料でできるようになったものの、預け入れが荘内と他2行との間ではできなかった。しかし、2021年（令和3年）12月20日から荘内でも預け入れが可能となり、3行間で現金の引き出し、振り込み、預け入れがいずれも無料で相互利用できるようになる。ただし振り込みの際は別途、各行が定める手数料が必要となり、引き出し、振り込み手数料が無料になるのは、平日午前9時～午後6時。また各行が他金融機関と共同設置しているATMコーナーはサービスの対象外となる。

## 沿革
- 1990年 - 山形銀行と殖産銀行の提携サービスとしてスタート。
- 2000年 - 山形しあわせ銀行が提携に参加。
- 2007年5月7日 - 山形しあわせ銀行・殖産銀行が合併して「きらやか銀行」となったことに伴い、提携行は1行減の2行となる。
- 2020年12月1日 - 荘内銀行が出金提携に参加。
- 2021年12月20日 - 荘内銀行も入金に対応し、3行間でカード預け入れが可能となる。